# Piotr Jankowski (fizyk)
Piotr Jerzy Jankowski (ur. 9 marca 1964 w Toruniu) – polski fizyk, zajmujący się fizyką i chemią teoretyczną oraz chemią kwantową.

## Życiorys
W 1982 roku ukończył IV Liceum Ogólnokształcące im. Tadeusza Kościuszki w Toruniu. Następnie podjął studia z zakresu fizyki teoretycznej na Uniwersytecie Warszawskim, które ukończył w roku 1987. Doktorat uzyskał dziewięć lat później, za pracę pt. Spinowo-zaadaptowana metoda sprzężonych klasterów dla stanów o wysokim spinie. W 2008 roku otrzymał habilitację za rozprawę zatytułowaną Uwzględnienie efektów niesztywności cząsteczek w opisie oddziaływań międzycząsteczkowych.
Odbywał staż naukowy w University of Delawarte w Newark, w latach 1996-1998. Od 1999 roku jest pracownikiem Uniwersytetu Mikołaja Kopernika w Toruniu.